# Lydia Abarca
Lydia Abarca (Nueva York, Estados Unidos, 8 de enero de 1951) es una exbailarina de ballet estadounidense.

## Biografía
Inició sus estudios en Escuela de Arte Julliard, a donde su madre la llevó a una audición y ganó una beca por 4 años. Continuó sus clases en la Escuela de Ballet del Harkness durante dos años más.
Al concluir sus preparación académica y pensando que la profesión de bailarina no tenía futuro económico y también que sería muy difícil llegar a trabajar a nivel profesional siendo afrodescendiente, dejó la danza y buscó empleo en un banco. Cuando tenía una semana trabajando en el banco, su hermana le dijo que estaban haciendo audiciones para la compañía de ballet de Arthur Mitchell: Dance Theatre of Harlem.
En 1969 ingresó al Dance Theatre of Harlem en donde más tarde ascendió a bailarina principal.
En 1975 fue la Primera bailarina negra en aparecer en la portada del Dance Magazine.